# Nuno
Nuno, auch Nuño, ist ein männlicher Vorname.

## Herkunft und Bedeutung
Nuno ist ein portugiesischer männlicher Vorname, bis zum 16. Jahrhundert auch in der Schreibweise Nunho. Unsicher ist, auf welchen lateinischen  Ursprung der Name zurückgeführt werden kann: nonus (mit der Bedeutung „Neunter“), nunnus („Großvater“) oder nuntius („Bote, "Gesandter“). Die spanische Form des Namens, die auch als Familienname auftritt, ist Nuño.

## Namensträger

### Vorname
- Alexander Nuno Alvaro (* 1975), deutscher Politiker (FDP)
- Nuno Assis (* 1977), portugiesischer Fußballspieler
- Nuno Capucho (* 1972), portugiesischer Fußballspieler
- Nuno Claro (* 1977), portugiesischer Fußballspieler
- Nuno da Cunha (1487–1539), portugiesischer Seefahrer
- Nuno Delgado (* 1976), portugiesischer Judoka
- Nuno Espírito Santo (* 1974), portugiesischer Fußballspieler
- Nuno Frechaut (* 1977), portugiesischer Fußballspieler
- Nuno Gomes Garcia (* 1978), portugiesischer Archäologe und Schriftsteller
- Nuno Gomes (* 1976), portugiesischer Fußballspieler
- Nuno Gonçalves, portugiesischer Maler des 15. Jahrhunderts
- Nuño Beltrán de Guzmán (* um 1490; † 1544), spanischer Konquistador und Kolonialverwalter in Neuspanien
- Nuno Júdice (1949–2024), portugiesischer Lyriker, Schriftsteller und Essayist
- Nuno Lopes (* 1978), portugiesischer Schauspieler
- Nuno Marta (* 1976), portugiesischer Radrennfahrer
- Nuno Maulide (* 1979), portugiesischer Chemiker
- Nuno José Severo de Mendonça Rolim de Moura Barreto (1804–1875), Politiker aus der Zeit der konstitutionellen Monarchie  in Portugal
- Nuno Morais (* 1984), portugiesischer Fußballspieler
- Nuno Oliveira (1925–1989), portugiesischer Reitmeister und Autor
- Nuno Álvares Pereira (auch Nuno de Santa Maria; 1360–1431), Heiliger, Karmelit und portugiesischer Heerführer
- Jorge Nuno Pinto da Costa (1937–2025), portugiesischer Fußballfunktionär
- Duarte Nuno Queiroz de Barros da Cunha (* 1968), portugiesischer Theologe; Generalsekretär des Rates der europäischen Bischofskonferenzen (CCEE)
- Nuno Resende (* 1973), portugiesisch-belgischer Sänger
- Nuno Ribeiro (* 1977), portugiesischer Radrennfahrer
- Nuno Manuel dos Santos Almeida (* 1962), portugiesischer Geistlicher und Bischof von Bragança-Miranda
- Nuno Severiano Teixeira (* 1957), portugiesischer Historiker und Politiker der sozialistischen Partei
- Nuno Tavares (* 2000), portugiesischer Fußballspieler
- Nuno Tristão († 1446), portugiesischer Seefahrer und Entdecker
- Nuno Valente (* 1974), portugiesischer Fußballspieler

### Familienname
- Aurelio Nuño Morales (1949–2022), mexikanischer Architekt
- Francisco Javier Nuño y Guerrero (1905–1983), Bischof von San Juan de los Lagos
- Keiichirō Nuno (* 1960), japanischer Fußballspieler
- Pedro Nuño (* 1931), mexikanischer Fußballspieler